# Цуликана
Цуликана (лак. ЦIуликъана) — село в Акушинском районе Дагестана. Входит в состав Шуктынского сельсовета.

## География
Село находится на расстоянии 7 км к юго-западу от села Акуша, административного центра района.

## История
Первое упоминание о селении относится к XVI веку. Село принадлежало к вольному обществу Акуша-Дарго.

## Население
| 1888 | 1895 | 1926 | 1939 | 1970 | 1989 | 2002 |
| ---- | ---- | ---- | ---- | ---- | ---- | ---- |
| 389  | ↘274 | ↘272 | ↗373 | ↘329 | ↗335 | ↗385 |
| 2010 | 2021 |      |      |      |      |      |
| ↘261 | ↗298 |      |      |      |      |      |

### Национальный состав
В архивном документе 1888 года жители села принадлежат к даргинцам, но являются носителями лакского языка.